# ارو (گچساران)
آرو (گچساران)، روستایی از توابع بخش مرکزی شهرستان گچساران در استان کهگیلویه و بویراحمد ایران است. این روستا در دهستان بویراحمد گرمسیری قرار دارد، مختصات جغرافیایی ۵۰ درجه و ۴۶ دقیقه طول شرقی و ۳۰ درجه و ۳۳ دقیقه عرض شمالی ، در 32 کیلومتری شمال غربی دو گنبدان و 188 کیلومتری یاسوج قرار دارد. ارتفاع روستای آرو از سطح دریا ۸۵۰ متر است. 
اقلیم حاکم بر منطقه نیمه خشک است بنابراین زمستان خنک و تابستان گرم و خشک از ویژگیهای بارز محیطی روستای آرو تلقی می شود. علاوه بر پوشش مرتعی، گونه های درختی و جنگلی ارتفاعات نیز پوشش جنگلی منطقه را تشكیل می دهند. گونه های مهم جنگلی در روستای آرو عبارتند از : بلوط ، بادام تلخ ، بنه ، کلخنگ وانجیر کوهی. 
روستای آرو درنزدیکی شهرستان گچساران واقع شده است که مردم این روستا به زبان لری صحبت می کنند
که این روستا دارای مناظره طبیعی و تاریخی برخودار است که می توان از آثار باستانی این روستا به قله تاریخی آن اشاره کرد که یکی از بناهای مهم و تاریخی استان کهگیلویه و بویراحمد به شمار می رود.
این روستا پشت سد زیبای کوثر واقع شده است روستای آرو در زمان قدیم پایتخت بویراحمد گرمسیر بوده است که خان های زیادی  در این روستا حکمرانی کرده‌اند،روستای آرو با توجه به مکان خوبی که داشت حمله به این روستا مشکل بود البته خان های این روستا شجاع و دلیر بودند در نزدیکی این روستا روستای دیل واقع شده که زیر نظر روستای آرو بود ویکی از قله های آرو در این روستا واقع شده است مردم این روستا بیشتر کارمند هستند و کار زراعتی میکنند(برنج-جو-باقلا-گندم)از محصولات این روستا می باشد.

## جمعیت
این روستا در دهستان بویراحمدگرمسیرئ قرار دارد و براساس سرشماری مرکز آمار ایران در سال ۱۳۸۵، جمعیت آن ۸۸۴ نفر (۱۸۷خانوار) بوده‌است.